# Tunas Karya
Tunas Karya is een bestuurslaag in het regentschap Mandailing Natal van de provincie Noord-Sumatra, Indonesië. Tunas Karya telt 1211 inwoners (volkstelling 2010).